# Ormosia baldensis
Ormosia baldensis là một loài ruồi trong họ Limoniidae. Chúng phân bố ở miền Cổ bắc.